# Valea Seacă (okręg Bacău)
Valea Seacă – wieś w Rumunii, w okręgu Bacău, w gminie Valea Seacă. W 2011 roku liczyła 3124 mieszkańców.